# Blindspot
Pour les articles homonymes, voir Blind Spot.
Blindspot ou Blindspot : mémoire tatouée au Québec, est une série télévisée américaine en cent épisodes de 42 minutes créée par Martin Gero et diffusée entre le 21 septembre 2015 et le 23 juillet 2020 sur le réseau NBC et au Canada sur le réseau CTV.
Au Québec, la série est diffusée depuis le 24 août 2016 sur AddikTV, et sur Netflix au moins depuis septembre 2021, en Suisse, depuis le 3 septembre 2016 sur RTS Un, en Belgique depuis le 8 septembre 2016 sur La Une et en France, depuis le 13 septembre 2016 sur TF1.

## Synopsis
Une femme amnésique, tatouée de la tête aux pieds, découvre grâce au FBI que chacun de ses tatouages est la clé pour trouver le ou les coupables d'actes criminels. Dès lors, elle rejoint l'équipe des agents Kurt Weller, Natasha Zapata, Edgar Reade et William Patterson, pour retrouver sa mémoire tout en découvrant qu'elle a de nombreuses compétences pour les aider à mener leurs missions à bien.

## Distribution

### Acteurs principaux
- Jaimie Alexander (VF : Karine Texier) : Jane Doe / Alice Kruger / Remi Briggs / Taylor Shaw / Jane Weller
- Sullivan Stapleton (VF : Xavier Fagnon) : agent Kurt Weller
- Rob Brown (VF : Frédéric Kontogom) : agent Edgar Reade (principal saisons 1 à 4, invité saison 5)
- Audrey Esparza (VF : Marion Valantine) : agent Natasha « Tasha » Zapata
- Ashley Johnson (VF : Julia Boutteville) : agent William Patterson
- Marianne Jean-Baptiste (VF : Pascale Vital) : Bethany Mayfair, assistante directrice du FBI (saison 1 - invitée saison 2)
- Ukweli Roach (en) (VF : Jean-Baptiste Anoumon) : Dr Robert Borden / Nigel Thornton (saisons 1 et 2 - invité saisons 3 à 5)
- Archie Panjabi (VF : Olivia Nicosia) : Nas Kamal (saison 2 - invitée saison 3 et 5)
- Michelle Hurd (VF : Zaïra Bendadis) : Ellen « Shepherd » Briggs (saison 2 - invitée saison 3 à 5)
- Luke Mitchell (VF : Thibaut Lacour) : Ian Kruger / Roman Briggs (saisons 2 et 3 - récurrent saison 4 - invité saison 5)
- Ennis Esmer (VF : Julien Sibre) : Rich Dotcom / Gord Enver (saisons 4 et 5 - récurrent saisons 1 à 3)

Acteurs principaux
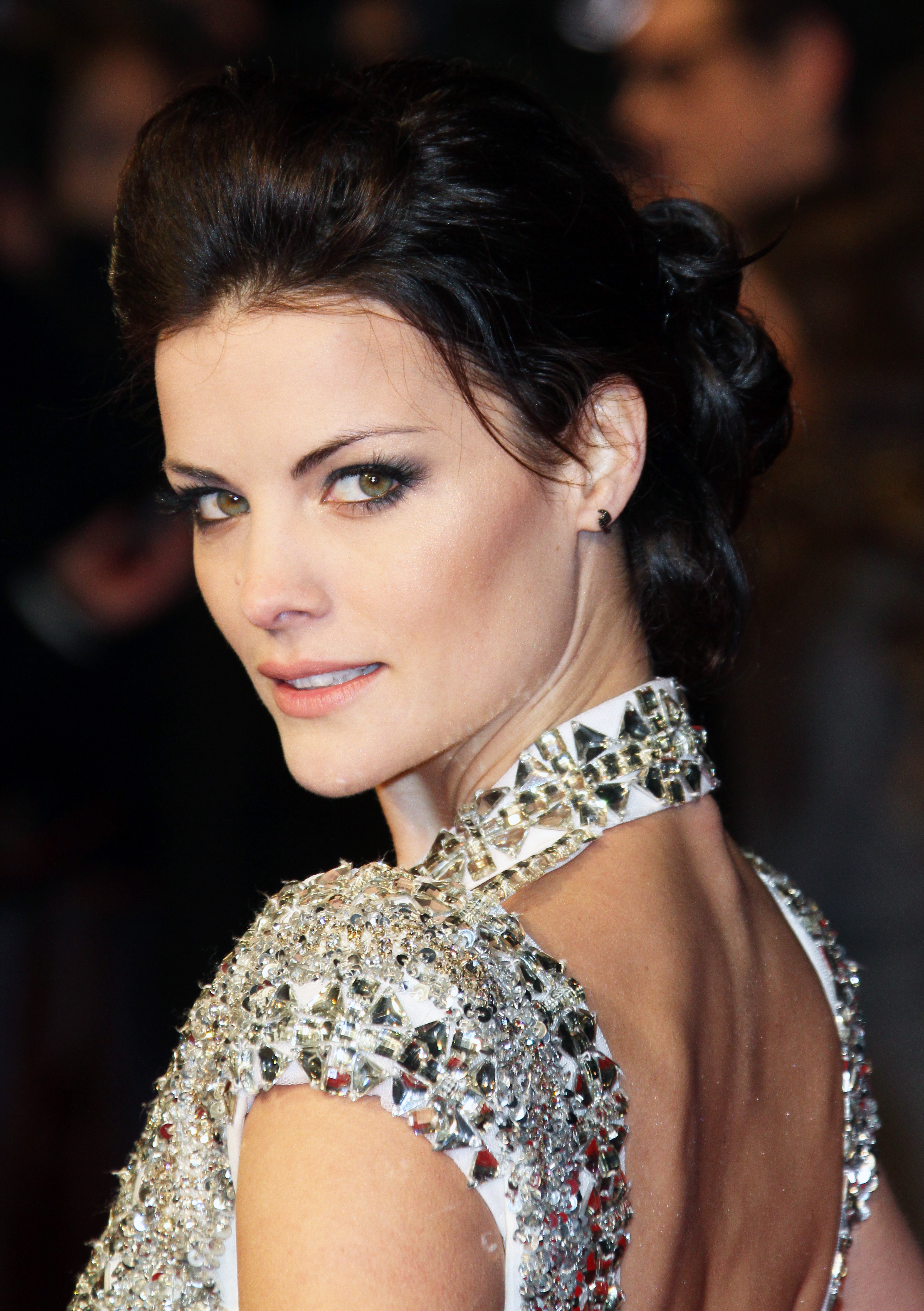
Jaimie Alexander interprète Jane Doe.
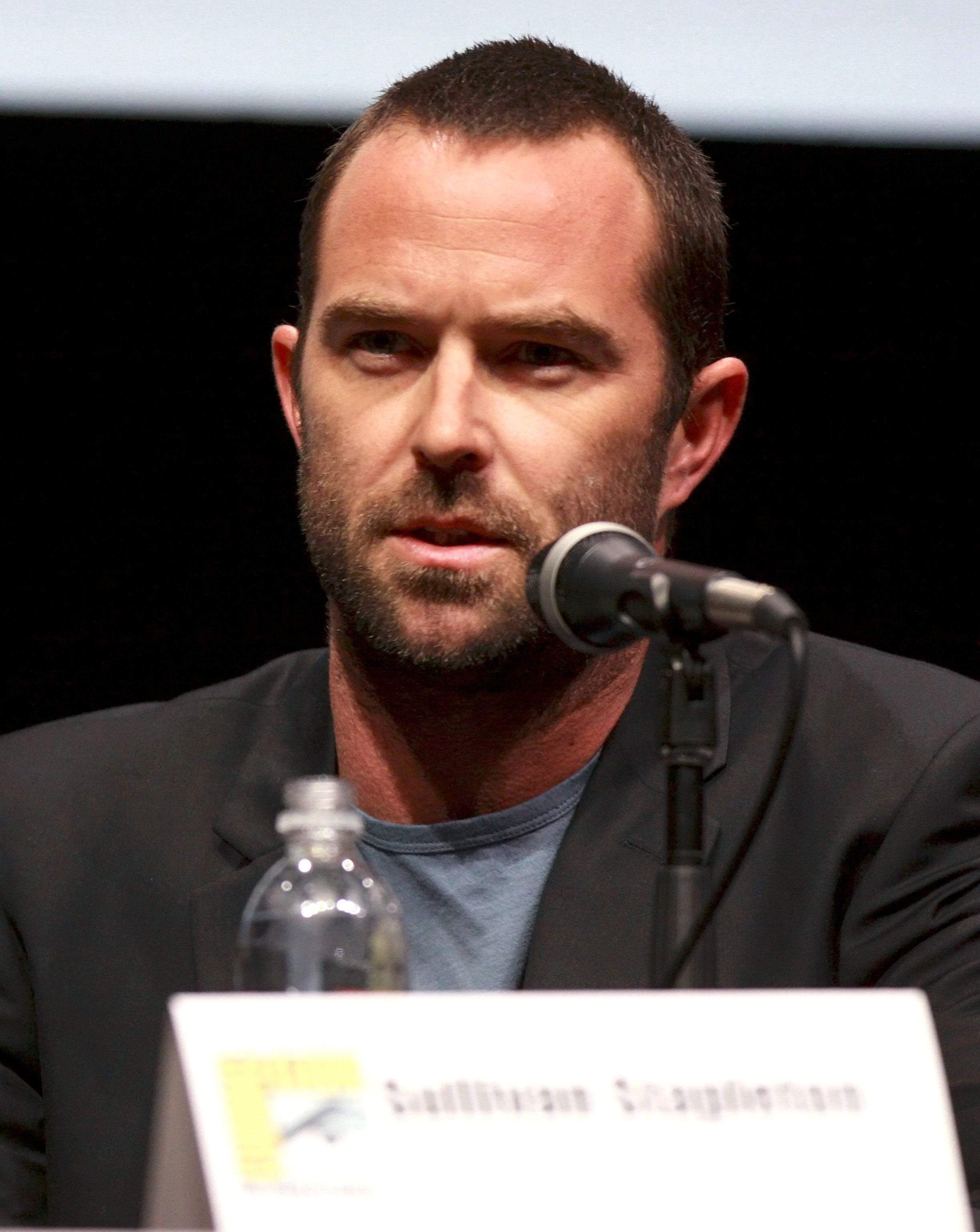
Sullivan Stapleton interprète agent Kurt Weller
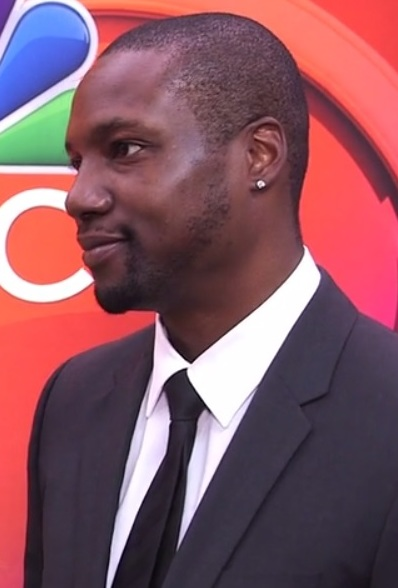
Rob Brown interprète agent Edgar Reade.
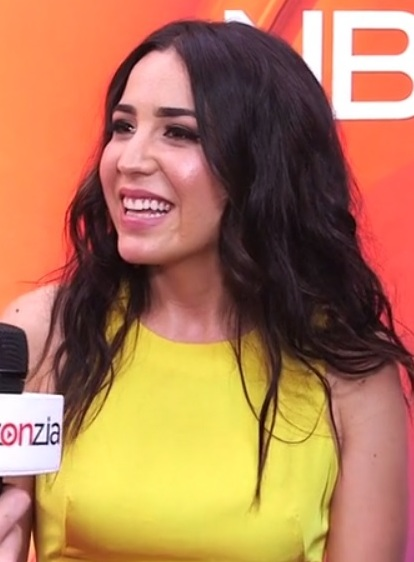
Audrey Esparza interprète agent Natasha « Tasha » Zapata
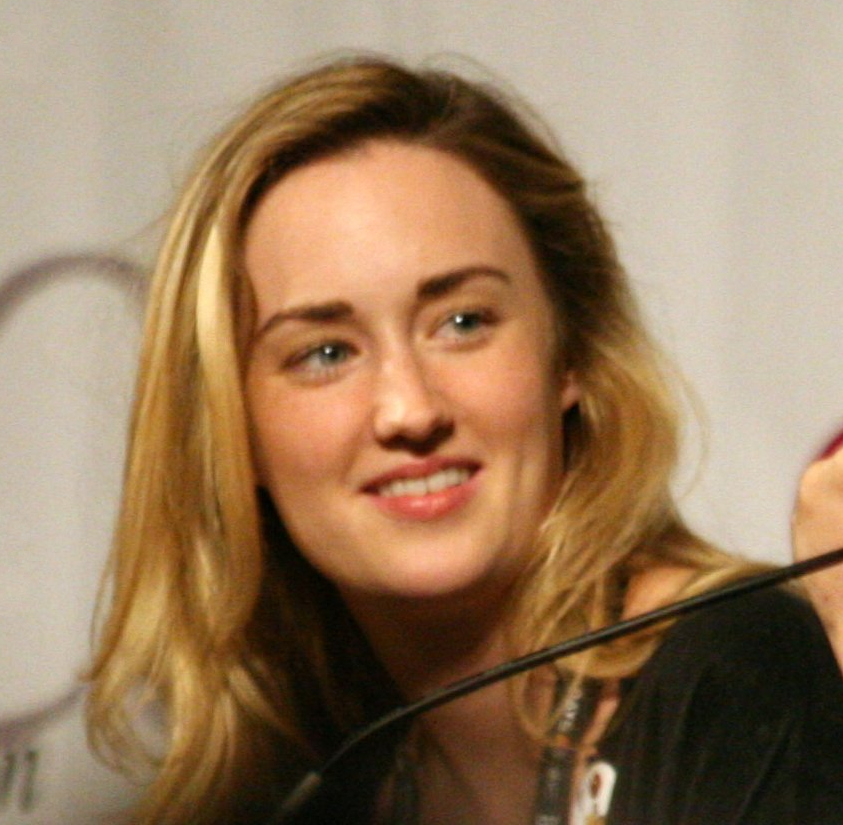
Ashley Johnson interprète agent William Patterson.

### Acteurs récurrents
Introduits dans la saison 1
- Trieste Kelly Dunn (VF : Laëtitia Lefebvre) : Allison Knight, une US Marshal qui va vivre une histoire avec Kurt
- Josh Dean (en) (VF : Jérémie Bédrune) : Boston Arliss Crab
- Sarita Choudhury (VF : Anne Canovas) : Sofia Varma, directrice politique adjointe de la Maison Blanche
- Dylan Baker (VF : Jean-Jacques Moreau) : Sam Pellington (saisons 1 et 2)
- Johnny Whitworth (VF : Olivier Augrond) : Markos (saison 1)
- Jordana Spiro (VF : Emmanuelle Rivière) : Sarah Weller, la sœur de Kurt (saison 1)
- Logan Schuyler (VF : Esteban François) : Sawyer (saison 1)
- Michael Gaston (VF : Patrick Borg) : Thomas « Tom » Carter, directeur adjoint de la CIA (saison 1)
- Joe Dinicol (VF : Paolo Domingo) : David Wagner, le petit-ami de Patterson (saison 1)
- Jay O. Sanders (VF : Pascal Gilbert) : Bill Weller, le père de Kurt et Sarah (saison 1)
- François Arnaud (VF : Benjamin Egner) : Oscar (saison 1)
- Lou Diamond Phillips (VF : Loïc Houdré) : Saúl Guerrero (saison 1)
- John Hodgman (VF : Jerome Wiggins) : Jonas Fischer (saison 1)
- Eisa Davis (en) (VF : Nicole Dogué) : Donna Hollaran / Alexandra Harrison (saison 1)

Introduits dans la saison 2
- Jonathan Patrick Moore (en) (VF : Laurent Morteau) : Oliver Kind (saison 2)
- Chad Donella (VF : Eric Chantelauze) : Jack Keaton (saisons 2 et 3)
- Li Jun Li (VF : Jade Nadja Nguyen) : Dr Karen Sun (saison 2)

Introduits dans la saison 3
- Aaron Abrams (VF : Laurent Larcher) : Matthew Weitz, assistant du procureur puis directeur du FBI (à partir de la saison 3)

Introduits dans la saison 4
- Mary Elizabeth Mastrantonio : Madeline Burke (saisons 4 et 5)

Version française
- Société de doublage : TVS[6]
- Direction artistique : Christèle Würmser
- Adaptation : Philippe Lebeau, Vanessa Bertran, Marie-Isabelle Chigot

 Source et légende : version française (VF) sur RS Doublage et DSD

## Production

### Développement
Le 28 août 2014, NBC acquiert le projet de série de Greg Berlanti et Martin Gero.
Le 23 janvier 2015, NBC a officiellement commandé un pilote sous son titre actuel.
Le 1er mai 2015, le réseau NBC, après le visionnage du pilote, annonce officiellement la commande du projet de série,.
Le 10 mai 2015, lors des Upfronts, NBC annonce la diffusion de la série à l'automne 2015,.
Le 9 octobre 2015, NBC annonce la commande de neuf épisodes supplémentaires pour la première saison ce qui la porte à 22 épisodes au total. Puis début novembre 2015, elle obtient un épisode supplémentaire portant finalement la saison à 23 épisodes.
Le 9 novembre 2015, NBC a renouvelé la série pour une deuxième saison pour une diffusion lors de la saison 2016/2017.
Le 16 mai 2016 lors des Upfronts, NBC déplace la série au mercredi à 20 h.
Le 10 mai 2017, NBC renouvelle la série pour une troisième saison, et quatre jours plus tard lors de l'annonce de la grille de rentrée, déplace la série au vendredi soir à 20 h.
Le 10 mai 2018, NBC annonce le renouvellement de la série pour une quatrième saison.
Le 10 mai 2019, la série est renouvelée pour une cinquième saison, qui sera la dernière.

### Casting
Les rôles principaux ont été attribués dans cet ordre : Jaimie Alexander, Sullivan Stapleton, Marianne Jean-Baptiste, Audrey Esparza, Rob Brown, Ukweli Roach et Ashley Johnson.
En juillet 2015, Michael Gaston décroche un rôle récurrent, puis en septembre, au tour de Joe Dinicol, en octobre, Lou Diamond Phillips et François Arnaud, en novembre, Gaius Charles et Afton Williamson, et en décembre, Trieste Kelly Dunn et Aaron Abrams.
Le 22 juin 2016, Archie Panjabi rejoint la distribution pour la deuxième saison,, suivi un mois plus tard de Luke Mitchell et Michelle Hurd.

### Tournage
La série est principalement tournée dans la ville de New York, et au Parc d'État de Harriman (Harriman State Park) aux États-Unis.

### Fiche technique
- Titre original et français : Blindspot
- Titre québécois : Blindspot : mémoire tatouée
- Création : Martin Gero
- Réalisation : Rob Seidenglanz, Mark Pellington, Karen Gaviola
- Scénario : Rachel Caris Love, Chris Pozzebon, Kristen Layden, Christina M. Kim, Alex Berger, Brendan Gall et Ryan Johnson
- Casting : Jessica Kelly, Suzanne Smith et Barbara Fiorentino
- Direction artistique : Ola Maslik
- Décors : Rebecca Meis DeMarco, David Schlesinger, Brian Walsh
- Costumes : Marie Abma, Jared B. Leese, Wallace G. Lane Jr.
- Photographie : David Johnson, David S. Tuttman, Jon Delgado, Andrew Priestley et Martin Ahlgren
- Montage : Finnian Murray, Kristin Windell, Mike Banas, Joel T. Pashby, Harry Jierjian, Hilary Bolger et Ian Mayberry
- Effets spéciaux : Drew Jiritano, Andrew Mortelliti
- Musique : Blake Neely avec (WaterTower Music)
- Casting : Jessica Kelly, Suzanne Smith et April Webster
- Producteur : Harvey Waldman, Chad McQuay, Kelly Van Horn, Elan Dassani, Mike Ganzman et Rhett Giles
  - superviseur : Brendan Gall, Brendan Gall, Chris Pozzebon et Alex Berger
  - associé : Martin Gero, Sarah Schechter, Greg Berlanti, Mark Pellington et Marcos Siega
- Société de production : Warner Bros Television, Quinn's House, Berlanti Productions
- Société de distribution : NBC (télévision)
- Pays d'origine :  États-Unis
- Langue originale : anglais
- Format : couleur - 16:9 HD - son stéréo
- Genre : Crime, dramatique, mystère, thriller
- Durée : 42 minutes environ

 Sauf indication contraire, les informations mentionnées dans cette section peuvent être confirmées par la base de données cinématographiques IMDb,  présente dans la section « Liens externes ».

### Diffusion
| Saison | États-Unis                          | États-Unis | Canada                              | Canada | Québec                              | Québec  | Suisse                                 | Suisse | Belgique                               | Belgique            | France                                    | France |
| Saison | Dates de diffusion                  | Chaîne     | Dates de diffusion                  | Chaîne | Dates de diffusion                  | Chaîne  | Dates de diffusion                     | Chaîne | Dates de diffusion                     | Chaîne              | Dates de diffusion                        | Chaîne |
| ------ | ----------------------------------- | ---------- | ----------------------------------- | ------ | ----------------------------------- | ------- | -------------------------------------- | ------ | -------------------------------------- | ------------------- | ----------------------------------------- | ------ |
| 1      | du 21 septembre 2015 au 23 mai 2016 | NBC        | du 21 septembre 2015 au 23 mai 2016 | CTV    | du 24 août 2016 au 8 février 2017   | AddikTV | du 3 septembre 2016 au 22 octobre 2016 | RTS Un | du 8 septembre 2016 au 20 octobre 2016 | La Une puis La Deux | du 14 septembre 2016 au 1er novembre 2016 | TF1    |
| 2      | du 14 septembre 2016 au 17 mai 2017 | NBC        | du 14 septembre 2016 au 17 mai 2017 | CTV    | du 23 août 2017 au 1er octobre 2017 | AddikTV | du 8 juillet 2017 au 22 juillet 2017   | RTS Un | du 5 juillet 2017 au 26 juillet 2017   | La Une puis La Deux | du 19 juillet 2017 au 2 août 2017         | TF1    |
| 3      | du 27 octobre 2017 au 18 mai 2018   | NBC        | du 27 octobre 2017 au 18 mai 2018   | CTV    | du 22 août 2018 au 30 janvier 2019  | AddikTV |                                        | RTS Un | du ? au 21 août 2018                   | La Une puis La Deux | du 8 janvier 2018 au 26 février 2018      | TF1    |
| 4      | du 12 octobre 2018 au 31 mai 2019   | NBC        | du 12 octobre 2018 au 31 mai 2019   | CTV    | du 28 août 2019 au 5 février 2020   | AddikTV |                                        | RTS Un |                                        | La Une puis La Deux | du 3 juin 2021 au En cours                | TF1    |
| 5      | du 7 mai 2020 au 23 juillet 2020    | NBC        | du 7 mai 2020 au 23 juillet 2020    | CTV    |                                     | AddikTV |                                        | RTS Un |                                        | La Une puis La Deux |                                           | TF1    |

## Épisodes
| Saison | Saison | Épisodes | Diffusion original | Diffusion original |
| Saison | Saison | Épisodes | Début de saison    | Fin de saison      |
| ------ | ------ | -------- | ------------------ | ------------------ |
|        | 1      | 23       | 21 septembre 2015  | 23 mai 2016        |
|        | 2      | 22       | 14 septembre 2016  | 17 mai 2017        |
|        | 3      | 22       | 27 octobre 2017    | 18 mai 2018        |
|        | 4      | 22       | 12 octobre 2018    | 31 mai 2019        |
|        | 5      | 11       | 7 mai 2020         | 23 juillet 2020    |

### Première saison (2015-2016)
1. Le Mystère dans la peau (Pilot)
2. Mission secrète (A Stray Howl)
3. Une pièce du puzzle (Eight Slim Grins)
4. La Mort dans l'air (Bone May Rot)
5. Double jeu (Split the Law)
6. Hors de contrôle (Cede Your Soul)
7. La Traque (Sent on Tour)
8. Maîtres chanteurs (Persecute Envoys)
9. Un couple de choc (Authentic Flirt)
10. Les Espionnes qui venaient du froid (Evil Handmade Instrument)
11. Atterrissage difficile (Cease Forcing Enemy)
12. Super soldat (Scientists Hollow Fortune)
13. Trouver la taupe (Erase Weary Youth)
14. La méfiance règne (Rules in Defiance)
15. L'Art de l'ultimatum (Older Cutthroat Canyon)
16. Menace toxique (Any Wounded Thief)
17. Un dernier message (Mans Telepathic Loyal Lookouts)
18. Opération de haut vol (One Begets Technique)
19. Match sans retour (In the Comet of Us)
20. Pour un dessin / Une vie si proche (Swift Hardhearted Stone)
21. Pris au piège (Of Whose Uneasy Route)
22. Taylor Shaw, affaire classée / Une vie pour une autre (If Love a Rebel, Death Will Render)
23. Rendez-vous de l'autre côté (Why Await Life's End)

### Deuxième saison (2016-2017)
Elle a été diffusée du 14 septembre 2016 au 17 mai 2017 sur NBC, aux États-Unis.
1. Coup double (In Night So Ransomed Rogue)
2. Démons du passé (Heave Fiery Know)
3. Le Test (Hero Fears Imminent Rot)
4. Au-delà des apparences (If Beth)
5. Mafia Blues (Condone Untidiest Thefts)
6. Sur la piste Bulgare (Her Spy's Mind)
7. Entre les murs (Resolves Eleven Myths)
8. Adjugés vendus (We Fight Deaths on Thick Lone Waters)
9. Dans le noir (Why Let Cooler Pasture Deform)
10. Les camps changent (Nor I, Nigel, AKA Leg In Iron)
11. Voleurs de cœur (Droll Autumn, Unmutual Lord)
12. Une longueur d'avance (Devil Never Even Lived)
13. La Seule Solution (Name Not One Man)
14. La Formule de la guerre (Borrow Or Rob)
15. Union et division (Draw O Caesar, Erase a Coward)
16. Un ennemi commun (Evil Did I Dwell, Lewd Did I Live)
17. La Rançon (Solos)
18. Cobayes (Senile Lines)
19. Le Protocole Truman (Regard a Mere Mad Rager)
20. L'Échappée belle (In Words, Drown I)
21. Plan d'urgence (Mom)
22. Renaissance (Lepers Repel)

### Troisième saison (2017-2018)
Elle est diffusée depuis le 27 octobre 2017 sur NBC.
1. Nouvelle peau (Back to the Grind)
2. Le Bouclier (Enemy Bag of Tricks)
3. Trois souris aveugles (Upside Down Craft)
4. La Fille du phénix (Gunplay Ricochet)
5. Le Petit Héritier (This Profound Legacy)
6. Silence, ça tourne ! (Adoring Suspect)
7. Le Remède et le poison (Fix My Present Havoc)
8. Tel est pris… (City Folks Under Wraps)
9. Lanceur d'alerte (Hot Burning Flames)
10. Les Bombes humaines (Balance of Might)
11. Le Magicien d'or (Technology Wizards)
12. Le Bunker (Two Legendary Chums)
13. Coup de semonce (Warning Shot)
14. Le Jour sans fin (Everlasting)
15. La Mise à l'épreuve (Deductions)
16. Opération Dragonfly (Artful Dodge)
17. Le Gala (Mum's the Word)
18. En joue (Clamorous Night)
19. Le Conspirationniste (Galaxy of Minds)
20. Une histoire de famille (Let It Go)
21. Désertion (Defection)
22. La Clé des songes (In Memory)

### Quatrième saison (2018-2019)
Elle est diffusée depuis le 12 octobre 2018 sur NBC.
1. La Louve dans la bergerie (Hella Duplicitous)
2. Sur les deux tableaux (My Art Project)
3. Un peu, mon neveu ! (The Quantico Affair)
4. Sous-vide (Sous-Vide)
5. Le Règne de Gaia (Naughty Monkey Kicks at Tree)
6. Conspiration, chantage et politique (Ca-ca-Candidate for Cri-cri-Crime)
7. Toute aide est la bienvenue (Case: Sun, Moon, and the Truth)
8. À l'ombre des missiles (Screech, Thwack, Pow)
9. Dr Jane et Mrs Remi (Check Your Ed)
10. Sortir de l'ombre (The Big Reveal)
11. Dangereux polar (Careless Whisper)
12. Le Livre des secrets (The Tale of the Book of Secrets)
13. Air Force One (Though This Be Madness, Yet There Is Method In't)
14. Explosions express (The Big Blast from the Past Episode)
15. Mensonges, Souvenirs et Plutonium (Frequently Recurring Struggle for Existence)
16. Connais-toi toi-même (The One Where Jane Visits an Old Friend)
17. Enterrée vivante (The Night of the Dying Breath)
18. Méfiez-vous des abeilles ('Ohana)
19. Tout le monde déteste Kathy (Everybody Hates Kathy)
20. De hacker à tueur (Coder to Killer)
21. Virus détecté (Masters of War 1:5 - 8)
22. L'équipe s'enflamme (The Gang Gets Gone)

### Cinquième saison (2020)
Cette dernière saison est diffusée depuis le 7 mai 2020 avec seulement onze épisodes.
1. Trouvez-les tous (I Came to Sleigh)
2. Le Détonateur (We Didn't Start the Fire)
3. L'ennemi est dans la place (Existential Ennui)
4. Mémoire sélective (And My Axe!)
5. Les Démons de Weller (Head Games)
6. Hors cadre (Fire & Brimstone)
7. Un allié à l’intérieur (Awl In)
8. L’Autre Plan B (Ghost Train)
9. Le Temps des aveux (Brass Tacks)
10. Virtuose Virtuelle (Love You To Bits and Bytes)
11. On efface tout (Iunne Ennui)

## Bande son
La bande son de la série est composée par Blake Neely sous le titre : Original Television Soundtrack - Blindspot: Season 1 qui est sorti le 1er septembre 2016.

## Réception critique
Les premiers épisodes ont été bien reçus. La série totalise un taux d'approbation de 66 % sur Rotten Tomatoes, basée sur 59 critiques, avec une note moyenne de 6,3/10, et sur le site d'agrégation Metacritic, elle atteint la note moyenne de 65/100 sur 32 critiques.

## Audiences

### Aux États-Unis
| Saison | Nombre d'épisodes | Jour et heure de diffusion | Diffusion originale sur NBC | Diffusion originale sur NBC | Année   | Audience moyenne (en millions) | Audience moyenne (en millions) | Audience moyenne (en millions) |
| Saison | Nombre d'épisodes | Jour et heure de diffusion | Début de saison             | Fin de saison               | Année   | Première                       | Finale                         | Moyenne                        |
| ------ | ----------------- | -------------------------- | --------------------------- | --------------------------- | ------- | ------------------------------ | ------------------------------ | ------------------------------ |
| 1      | 23                | Lundi 22 h                 | 21 septembre 2015           | 23 mai 2016                 | 2015-16 | 10.61                          | 5.85                           | 10.80                          |
| 2      | 22                | Mercredi 20 h              | 14 septembre 2016           | 17 mai 2017                 | 2016-17 | 7.10                           | 4.28                           | 7.15                           |
| 3      | 22                | Vendredi 20 h              | 27 octobre 2017             | 18 mai 2018                 | 2017-18 | 4.13                           | 2.98                           | 5.16                           |
| 4      | 22                | Vendredi 20 h              | 12 octobre 2018             | 31 mai 2019                 | 2018-19 | 2.95                           | 2.05                           | indéterminé                    |
| 5      | 11                | Jeudi 21 h                 | 7 mai 2020                  | 23 juillet 2020             | 2019-20 | 2.14                           | 1.70                           |                                |

| Saison | Nombre d'épisodes | Jour et heure de diffusion | Diffusion française sur TF1 | Diffusion française sur TF1 | Audience moyenne (en millions) | Audience moyenne (en millions) | Audience moyenne (en millions) |
| Saison | Nombre d'épisodes | Jour et heure de diffusion | Début de saison             | Fin de saison               | Première                       | Finale                         | Moyenne                        |
| ------ | ----------------- | -------------------------- | --------------------------- | --------------------------- | ------------------------------ | ------------------------------ | ------------------------------ |
| 1      | 23                | Mardi 20 h 50              | 14 septembre 2016           | 1er novembre 2016           | 5.22                           | 3.74                           | 3.87                           |
| 2      | 22                | Mercredi 20 h 50           | 19 juillet 2017             | 23 août 2017                | 3.44                           | 1.62                           | 2.60                           |
| 3      | 22                | Mardi 22 h 50              | 8 janvier 2019              | 26 février 2019             | 1.47                           | 0.83                           | 0.89                           |
| 4      | 22                | Jeudi 1 h 45               | 3 juin 2021                 | 1er juillet 2021            |                                |                                |                                |
| 5      | 11                | Mardi 1 h 30               | 12 octobre 2021             | 7 décembre 2021             |                                |                                |                                |

## DVD / Blu-ray
| Saison | Épisodes | Date de sortie      | Date de sortie   | Date de sortie     | Nombre de disques DVD / Blu-Ray | Société de distribution |
| Saison | Épisodes | États-Unis (Zone 1) | France (Zone 2)  | Australie (Zone 3) | Nombre de disques DVD / Blu-Ray | Société de distribution |
| ------ | -------- | ------------------- | ---------------- | ------------------ | ------------------------------- | ----------------------- |
| 1      | 23       | 2 août 2016         | 7 décembre 2016, | 31 août 2016       | 5                               | Warner Home Video       |
| 2      | 22       | 8 août 2017         | 6 décembre 2017, | 23 août 2017       | 5                               | Warner Home Video       |
| 3      | 22       | 21 août 2018        | 3 avril 2019     | 22 août 2018       | 5                               | Warner Home Video       |
| 4      | 22       | 26 novembre 2019    |                  | 27 novembre 2019   | 5                               | Warner Home Video       |

### L'intégrale des saisons
| Saison                         | Épisodes | Date de sortie      | Date de sortie  | Date de sortie     | Nombre de disques DVD / Blu-Ray | Société de distribution |
| Saison                         | Épisodes | États-Unis (Zone 1) | France (Zone 2) | Australie (Zone 3) | Nombre de disques DVD / Blu-Ray | Société de distribution |
| ------------------------------ | -------- | ------------------- | --------------- | ------------------ | ------------------------------- | ----------------------- |
| l'intégrale des saisons 1 et 2 | 45       |                     |                 | 23 août 2017       | 10                              | Warner Home Video       |
| l'intégrale des saisons 1 à 3  | 67       |                     | 3 avril 2019    |                    |                                 | Warner Home Video       |

## Distinctions
Sauf indication contraire, les informations mentionnées dans cette section peuvent être confirmées par la base de données cinématographiques IMDb,  présente dans la section « Liens externes ».
| Année | Award                                                | Pour | Résultat   |
| ----- | ---------------------------------------------------- | --- | ---------- |
| 2016  | Academy of Science Fiction, Fantasy and Horror Films | Best Action/Thriller Television Series | Nomination |
| 2016  | American Society of Cinematographers                 | Outstanding Achievement in Cinematography in Television Movie/Mini-Series/Pilot pour Martin Ahlgren                                                           | Nomination |
| 2016  | Critics' Choice Television Awards                    | Most Exciting New Series | Lauréat    |
| 2016  | Motion Picture Sound Editors                         | Best Sound Editing - Short Form Dialogue and ADR in Television pour : Mark Relyea Edmund J. Lachmann Julie Altus épisode: Les Espionnes qui venaient du froid | Nomination |